# Межевая (Тюменская область)
Межева́я — деревня в Вагайском районе Тюменской области России. Входит в состав Птицкого сельского поселения.

## География
Село находится на берегу реки Ашлык, на расстоянии примерно 46 км от Вагая, административного центра района.

## Население
| 2010 |
| ---- |
| 4    |

## Улицы
В деревне имеется одна улица: Луговая. 